# Епархија западноевропска
Епархија западноевропска (фр. Diocèse d’Europe occidentale) епархија је Српске православне цркве која обухвата подручја Француске, Шпаније, Португалије, Белгије, Холандије и Луксембурга.

## Историја
Прва епархија Српске православне цркве која је имала јурисдикцију над западном Европом и Аустралијом основана је 12. марта 1969. године под називом Епархија западноевропска и аустралијска. Године 1973. издвојена је нова Епархија аустралијско-новозеландска. Године 1990. конституисане су двије самосталне епархије (Средњоевропска и Британско-скандинавска) од тадашње Епархије западноевропске која је престала да постоји под тим називом. Насљедница те Епархије западноевропске (1969—1990) јесте Епархија средњоевропска која је данас позната као Епархија диселдорфска и њемачка.
Након превазилажења раскола Српске патријаршије и Слободне српске православне цркве (1991) на територији западне Европе постојале су три српске православне епархије: Епархија средњоевропска, Епархија британско-скандинавска и Епархија за западну Европу Митрополије новограчаничке. На редовном засједању Светог архијерејског сабора (1994) извршена је арондација тих епархија. Основана је потпуно нова Епархија западноевропска од дијелова епархија Средњоевропске и Британско-скандинавске и Епархије за западну Европу Митрополије новограчаничке.
У састав нове епархије ушло је подручје Француске, Шпаније, Португалије, Белгије, Холандије и Луксембурга. За првог епископа Епархије западноевропске Српске православне цркве са сједиштем у Паризу постављен је дотадашњи епископ за западну Европу Митрополије новограчаничке Дамаскин Давидовић. Послије епископа Дамаскина, за епископа западноевропског постављен је епископ Лука (Ковачевић). Од 1997. био је администратор Епархије западноевропске, а на редовном засједању Светог архијерејског сабора Српске православне цркве 1999. изабран је за епископа западноевропског на којем се положају се налазио до упокојења, 17. децембра 2021. Свети Архијерејски Сабор Српске православне цркве је на мајском заседању 2022. године изабрао викарног епископа Јустина Јеремића за новог епископа западноевропског.

## Епископи
Епископи Западноевропске епархије од 1994:
| Портрет | Име и презиме              | Време службе |
| ------- | -------------------------- | ------------ |
|         | епископ Дамаскин Давидовић | 1994—1997    |
|         | епископ Лука Ковачевић     | 1997-2021    |
|         | епископ Јустин Јеремић     | 2022-        |